# Pseudosymmachia kaschmirensis
Pseudosymmachia kaschmirensis är en skalbaggsart som beskrevs av Moser 1915. Pseudosymmachia kaschmirensis ingår i släktet Pseudosymmachia och familjen Melolonthidae. Inga underarter finns listade i Catalogue of Life.